# Вила-Лонга
Вила-Лонга (порт. Vila Longa)  —  населённый пункт и район в Португалии,  входит в округ Визеу. Является составной частью муниципалитета  Сатан. Находится в составе крупной городской агломерации Большое Визеу. По старому административному делению входил в провинцию Бейра-Алта. Входит в экономико-статистический  субрегион Дан-Лафойнш, который входит в Центральный регион. Население составляет 241 человек на 2001 год. Занимает площадь 7,99 км².
Покровителем района считается Дева Мария (порт. Maria).